# Rombencéfalo
El rombencéfalo es una porción de encéfalo que rodea al cuarto ventrículo cerebral; lo integran mielencéfalo y metencéfalo juntamente. Se encuentra localizado en la parte inmediatamente superior de la médula espinal y está formado por tres estructuras: el bulbo, la protuberancia anular o puente de Varolio, y el cerebelo. En él se encuentra, también, el cuarto ventrículo.

## Embriología
Morfogenéticamente, la especialización del rombencéfalo durante la vida embrionaria da lugar a la formación de diversas estructuras del sistema nervioso central en vertebrados. También se llama cerebro primitivo posterior, siendo uno de los tres esbozos de cerebros primitivos, junto al prosencéfalo o cerebro primitivo anterior y al mesencéfalo o cerebro primitivo medio.
Estos surgen en el embrión trilaminar cuando, en la lámina más externa, conocida como ectodermo, empiezan a formarse en su parte central un grupo de células muy especializadas (alrededor de la tercera semana de gestación en un embrión humano). Esta zona se conoce con el nombre de neuroectodermo. Alrededor de la cuarta semana de gestación se forma el tubo neural, que da origen al rombencéfalo junto a los otros dos cerebros primitivos. Posteriormente el rombencéfalo se divide en ocho segmentos llamados rombómeros. Los tres primeros darán origen al metencéfalo y los cinco siguientes al mielencéfalo. El metencéfalo  está compuesto por el puente troncoencefálico y el cerebelo, mientras que el mielencéfalo forma el bulbo raquídeo.

## Anatomía
El rombencéfalo comprende el cerebelo, la protuberancia y el bulbo raquídeo, que funcionan en conjunto como soporte de procesos orgánicos vitales.
El bulbo raquídeo está unido a la médula espinal y controla funciones orgánicas inconscientes pero fundamentales, como la respiración, la deglución, la circulación de la sangre y el tono muscular.
La protuberancia, está encima del bulbo; su función es establecer un puente entre el tronco encefálico y el cerebelo. La protuberancia recibe información de las áreas de la vista para controlar el movimiento de ojos y cuerpo; también cumple funciones de control de los patrones del sueño y la vigilia. 
La información se transmite de la protuberancia al cerebelo para controlar la coordinación del movimiento muscular y mantener el equilibrio.

## Galería de imágenes

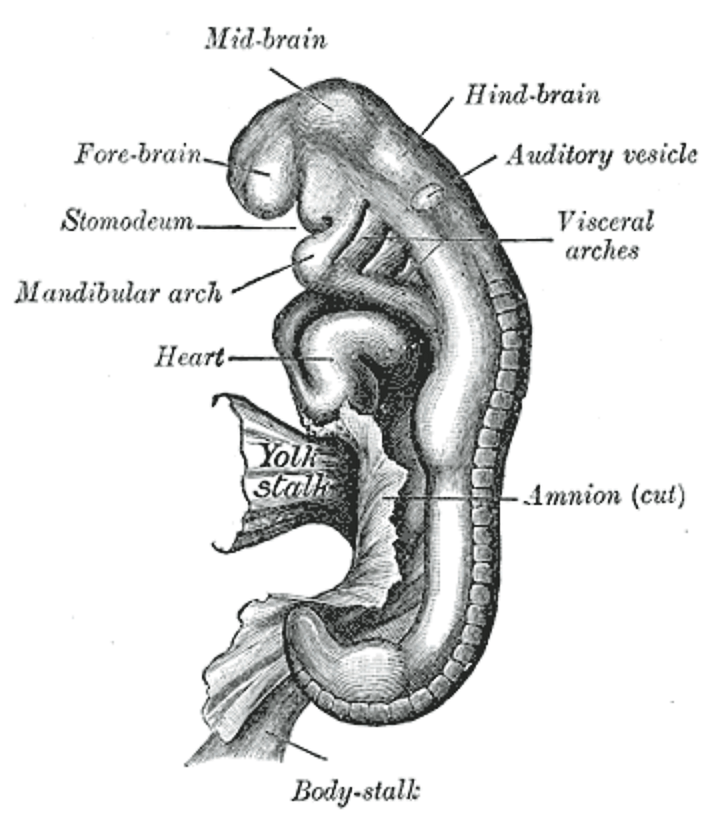
Embrión humano de 18 y 21 días (Gray, 1918).
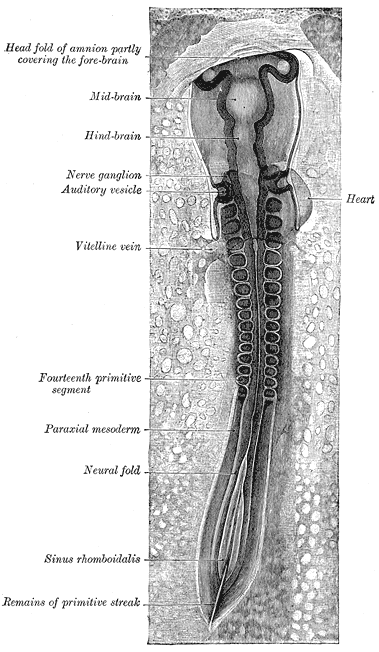
Embrión de pollo de 33 horas de gestación. Hindbrain=rombencéfalo
Imagen del desarrollo del tubo neural en un embrión humano de 4 semanas